# MD4作戦
MD4作戦 (Operation MD4) は1941年5月に地中海で行われたイギリス軍の作戦。エジプトのイギリス軍へ戦車などを運ぶタイガー船団をジブラルタル方面からアレクサンドリアへ無事に送り届けることが作戦の目的である。タイガー船団と同時にアレクサンドリアからマルタへも船団が送られた。この作戦が行われた時期はギリシャの戦いの後でクレタ島の戦いの始まる前である。
タイガー船団はエジプトのイギリス軍への増援である戦車と戦闘機を載せた5隻の船（クラン・キャンベル、クラン・チャタン、Clan Lamont、エンパイア・ソング、ニュージーランド・スター）からなる。これに同行するのはB部隊（空母アーク・ロイヤル、巡洋戦艦レナウン、軽巡洋艦シェフィールド、駆逐艦3隻）とF部隊（戦艦クイーン・エリザベス、軽巡洋艦ナイアド、フィジー、グロスター、駆逐艦10隻）である。B部隊は途中で引き返すがF部隊はアレクサンドリアまで向かう。クイーン・エリザベス、ナイアド、フィジーは地中海艦隊への増援であり、グロスターと駆逐艦2隻（キプリング、カシミール）は5月2日にマルタで駆逐艦ジャージーが触雷沈没して港への入り口をふさいでしまったためジブラルタルに移動していたものである。
アレクサンドリアへの船団と同時に、アレクサンドリアからもマルタへの補給物資を載せた二つの船団を起こることも計画された。一つ目の船団MW7Aは4隻の貨物船からなり、護衛は軽巡洋艦ダイドー、フィービ、防空巡洋艦カルカッタ、駆逐艦4隻である。二つ目の船団MW7Bは2隻のタンカーからなり、護衛は防空巡洋艦コヴェントリー、カーライルと駆逐艦3隻、コルベット1隻、掃海艇1隻である。
そして、これら支援のために地中海艦隊の空母フォーミダブル、戦艦ウォースパイト、バーラム、ヴァリアント、軽巡洋艦エイジャックス、オライオン、パースなどからなるA部隊も出撃した。
タイガー船団は5月5日から6日にかけての夜にジブラルタル海峡を通過した。8日にイギリス艦隊は枢軸国軍に発見され空襲を受けたが、損害はなかった。また、イタリア海軍は軽巡洋艦4隻、駆逐艦5隻を出撃させたが敵の捕捉に失敗した。9日、チュニジア沖でエンパイア・ソングとニュージーランド・スターが触雷してエンパイア・ソングは沈没した。10日の空襲では駆逐艦フォーチュンが損傷した。
H部隊と分かれた後は地中海艦隊に護衛されて船団は12日にアレクサンドリアに到着した。この作戦で戦車238台と戦闘機43機がエジプトに届いた。また、マルタへの2つの船団も無事目的地に着いた。
この作戦中5月7日夜に地中海艦隊の一部はリビアのベンガジ砲撃も行った。